# Dendrobates
Dendrobates je rod z podčeledi Dendrobatinae, tedy z čeledi pralesničkovití (Dendrobatidae). Jedná se o rod s několika podřazenými taxony, pralesničkami, z nichž asi nejznámější je pralesnička batiková. Jedná se o jedovaté žáby, jejichž jed často indiáni používali na své šípy. Například pralesnička batiková dokáže na jedno stříknutí usmrtit až 1500 lidí. Tyto žáby žijí hlavně na severu Jižní Ameriky a jelikož jim vyhovuje vlhké a teplé podnebí, najdeme je převážně v pralesích. Nejedná se o příliš velká zvířata, délka jejich těla většinou nedosahuje ani 8 cm, zato jejich zbarvení je velmi pestré a exotické. Jedná se o denní živočichy, kteří se živí malými bezobratlými živočichy.

## Ohrožení
Všechny podřazené druhy z tohoto rodu velmi trpí na ničení jejich přirozeného prostředí - pralesa. Ten kácejí místní obyvatelé nejen kvůli exotickému dřevu, ale i pro místo na plantáže. Například populace pralesničky azurové klesla až do té míry, že ji IUCN označuje za ohroženou. Navýšení populace těchto žab nepomáhá ani to, že si je bohatí Evropané nechávají ve velkém množství dovážet do domoviny, kde je využívají pro okrasné účely.

## Druhy
- pralesnička batiková (Dendrobates auratus)
- pralesnička harlekýn (Dendrobates leucomelas)
- Dendrobates nubeculosus
- pralesnička mnohobarvá (Dendrobates tinctorius)
  - pralesnička azurová (Dendrobates tinctorius f. azureus či Dendrobates azureus)
- pralesnička žlutopruhá (Dendrobates truncatus)